# 弦楽四重奏曲第4番 (モーツァルト)
弦楽四重奏曲第4番 ハ長調 K. 157 は、ヴォルフガング・アマデウス・モーツァルトが作曲した弦楽四重奏曲。6曲ある『ミラノ四重奏曲』のうちの3曲目であり、『ミラノ四重奏曲第3番』とも呼ばれる。

## 概要
本作は、オペラ『ルーチョ・シッラ』（K. 135）の初演のためにミラノへ旅に出た1772年末から1773年の初頭にミラノで作曲された。本作は形も内容も全体的に「イタリア風」の構成で、ソナタ形式の2つの楽章を軽快なロンドの終楽章が結んでいる。

## 曲の構成
全3楽章、演奏時間は約11分。第3番（K. 156）、第5番（K. 158）、第6番（K. 159）と同様に、第2楽章が短調で書かれており、多感な感情の表出が聴ける。
- 第1楽章 アレグロ
ハ長調、4分の4拍子、ソナタ形式。
- 第2楽章 アンダンテ
ハ短調、8分の3拍子、二部形式。
- 第3楽章 プレスト
ハ長調、4分の2拍子、ロンド形式。